# 美座流石
美座 流石（みざ さすが、1891年（明治24年）2月18日 - 没年不詳）は、朝鮮総督府官僚。

## 経歴
鹿児島県鹿児島市出身。東京帝国大学法科大学政治科に学び、在学中の1916年（大正5年）に高等文官試験に合格し、翌年卒業した。道事務官、税関監視官、税関事務官、専売局事務官、咸鏡北道警察部長、慶尚北道警察部長、慶尚南道警察部長を歴任し、1931年（昭和6年）に欧米各国に出張した。帰国後、平安南道内務部長を経て、1932年（昭和7年）に京畿道内務部長となり、さらに京城税務監督局長に転じた。1936年（昭和11年）より平安北道知事となった。
1939年（昭和14年）に退官した後は、朝鮮マグネサイト開発社長、咸南鉄道会長を経て、戦後は三幸建設工業に入り、副社長、顧問を歴任した。